# Heinrich Lades
Karl Heinrich Lades (* 4. Juli 1914 in Nürnberg; † 4. August 1990 in Erlangen) war ein deutscher Politiker (CSU) und von 1959 bis 1972 Oberbürgermeister der Stadt Erlangen.

## Berufliches und Privates
Heinrich Lades wurde in Nürnberg geboren, wuchs aber in Erlangen auf. Von 1933 bis 1939 studierte er in München und Erlangen Jura und Volkswirtschaftslehre. Anschließend wurde er zur Wehrmacht eingezogen. Nach dem Krieg arbeitete er zunächst als Referent im bayerischen Kultusministerium in München, anschließend im Bundesjugend- und im Bundesfamilienministerium in Bonn.

## Oberbürgermeister der Stadt Erlangen
Am 5. Juli 1959 wurde Heinrich Lades als Nachfolger des verstorbenen Michael Poeschke zum Oberbürgermeister der Stadt Erlangen gewählt und am 10. Juli vereidigt; er erzielte 57,9 Prozent der Stimmen gegen seinen einzigen Gegenkandidaten Peter Zink. Bei der regulären Oberbürgermeister-Wahl ein Jahr zuvor war Lades Poeschke noch klar unterlegen. Lades wurde 1965 mit 65,1 Prozent (gegen Dieter Haack) und 1971 mit 51,9 Prozent (gegen Dietmar Hahlweg) im Amt bestätigt. Bei der Oberbürgermeisterwahl 1972, die aufgrund der Gebietsreform notwendig geworden war, unterlag er klar gegen Dietmar Hahlweg.
In die Amtszeit von Lades fällt der Aufstieg von Erlangen zur Großstadt (die Marke von 100.000 Einwohnern wurde allerdings erst 1974 überschritten). So wurde der Siemens-Standort 1965 durch die Eröffnung des „Forschungszentrums“ im Stadtsüden ausgebaut, die Friedrich-Alexander-Universität eröffnete 1966 die Technische Fakultät. Die Verbindung Erlangens nach Nürnberg und Fürth wurde für den Autoverkehr ausgebaut als „Frankenschnellweg“, der später als A73 nach Norden weitergeführt wurde. Der Rhein-Main-Donau-Kanal erreichte Erlangen von Norden her 1970. 1967 wurde Kosbach mit den Ortsteilen Häusling und Steudach eingemeindet, womit die Grundlage für neue Wohngebiete im Stadtwesten geschaffen wurde.
Im Bereich der Kultur und Freizeit betrieb Heinrich Lades den Bau des Freizeitzentrums Frankenhof (Eröffnung 1963) mit Hallenbad, Jugendherberge und weiteren Kultur- und Freizeitangeboten. Südlich der historischen Innenstadt entstand ab 1968 der „Neue Markt“ mit Kaufhäusern, einem Einkaufszentrum, dem neuen Rathaus und einer Stadthalle mit Veranstaltungszentrum und Hotel; die Stadthalle ist seit 1990 nach Lades benannt. Unter Lades wurden außerdem eine Reihe von weiterführenden Schulen neu errichtet. 1961 wurde die Städtepartnerschaft mit Eskilstuna begründet, 1964 folgte die Partnerschaft mit Rennes.
Umstritten war insbesondere Lades Städtebau-Politik in der historischen Innenstadt. So verfolgte er Pläne, die barocke Stadtanlage autogerecht umzugestalten. Die historischen zweistöckigen Bauten sollten durch dreistöckige Gebäude ersetzt werden.
Neben und nach seinem Amt als Oberbürgermeister war Heinrich Lades von 1962 bis 1982 auch Mitglied des Bezirkstages Mittelfranken.

## Ehrungen

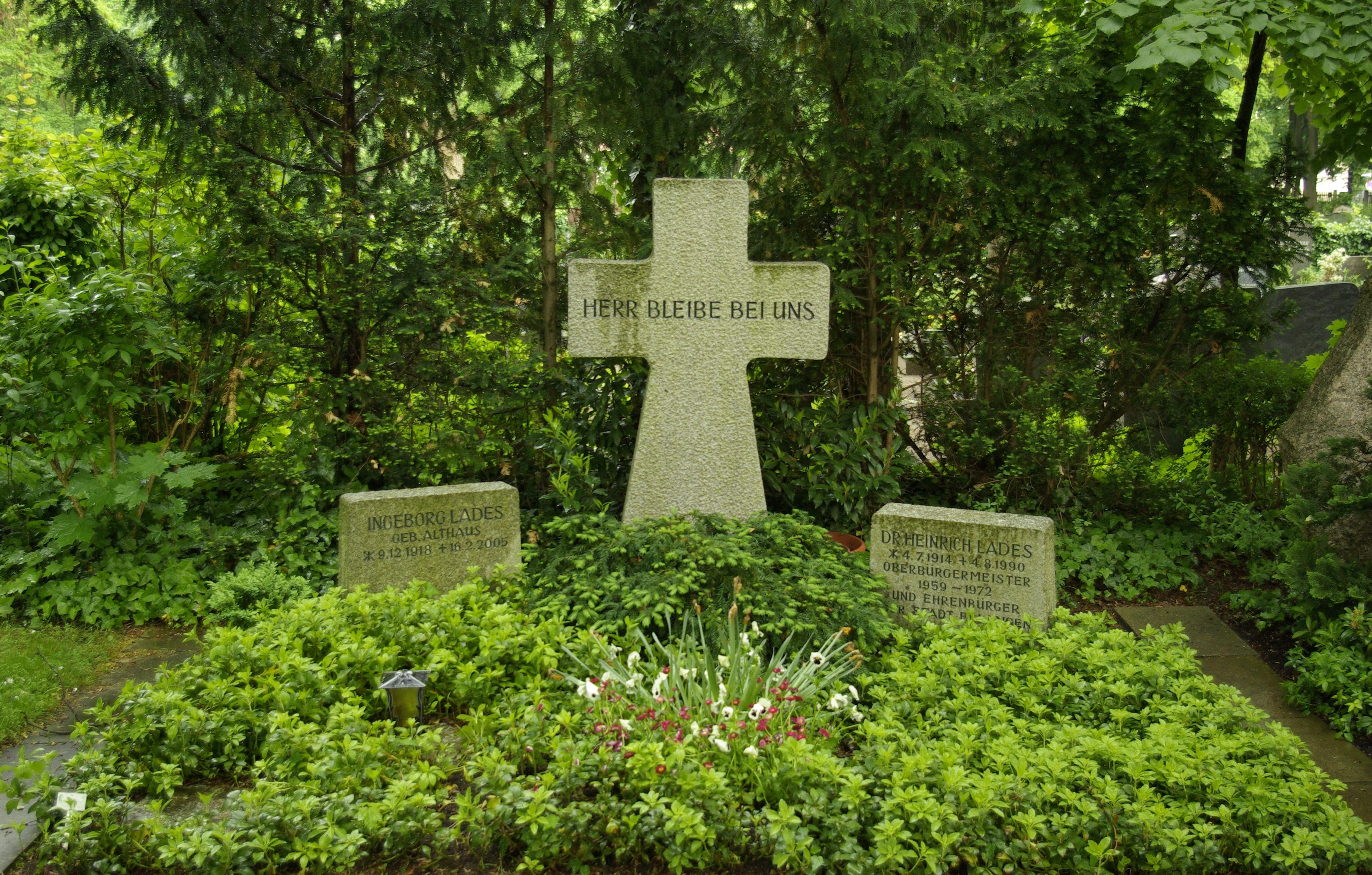
Grab von Heinrich Lades auf dem Zentralfriedhof in Erlangen

Die Universität Erlangen-Nürnberg ehrte 1967 Heinrich Lades mit der Würde des Ehrensenators. Die Stadt Erlangen ernannte ihn mit seinem Ausscheiden aus dem Amt zum Ehrenbürger. 1978 wurde ihm das Verdienstkreuz 1. Klasse der Bundesrepublik Deutschland verliehen. Die zentral in Erlangen gelegene Heinrich-Lades-Halle ist nach ihm benannt.